# Friedrich Klopfleisch

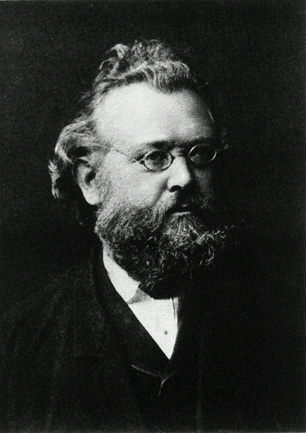
Friedrich Klopfleisch

Friedrich Klopfleisch (* 12. August 1831 in Heusdorf bei Apolda; † 30. Mai 1898 in Jena) war ein deutscher Prähistoriker und Kunsthistoriker, Professor an der Universität Jena, Gründer und langjähriger Leiter des Germanischen Museums der Universität Jena, der heutigen Ur- und frühgeschichtlichen Sammlung der Universität Jena.

## Akademischer Werdegang
Friedrich Klopfleisch wurde am 12. August 1831 in Heusdorf bei Apolda als Sohn eines Pfarrers geboren. Nach dem Besuch der Schule in Jena (ab 1840) und des Gymnasiums in Weimar (ab 1847) studierte er ab 1852 Medizin und Naturwissenschaften und zwei Jahre später Ästhetik und Archäologie, Poesie und Pädagogik sowie Philosophie in Jena und München. Während seines Studiums wurde er 1852 Mitglied der Burschenschaft Arminia auf dem Burgkeller. 1856 wurde er an der Universität Jena mit einer Dissertationsschrift Momente, die von Bedeutung sind für eine höhere Fortentwicklung der deutschen Kunst promoviert, 1859 habilitierte er sich im Fach Kunstgeschichte, erlangte die venia docendi und lehrte anschließend als Privatdozent. Seinem Interesse für die heimische Archäologie folgend bot er zusätzlich zu seinen Veranstaltungen zur Kunstgeschichte und „Deutschen Mythologie“ in unregelmäßigen Abständen auch „Archäologische Excursionen“ und „Archäologische Übungen“ an. Jena gehört damit zu den ersten Universitäten in Deutschland, an denen Ur- und Frühgeschichte als Lehrfach angeboten wurde.
1862 heiratete Klopfleisch Helene Selma Stark (1838–1887), die Schwester seines ehemaligen Lehrers, des Klassischen Archäologen Karl Bernhard Stark (1824–1879), mit der er vier Töchter hatte. Ab 24. Oktober 1863 nahm das Großherzoglich Sachsen-Weimarische Staatsministerium seine Sammlung vorgeschichtlicher, volkskundlicher und kunstgeschichtlicher Gegenstände als Geschenk an und gliederte sie unter dem Namen Germanisches Museum zu Jena in die Kategorie der für die Universität Jena bereits bestehenden Großherzoglichen Anstalten für Wissenschaft und Kunst ein. Klopfleisch wurde mit dem Titel Conservator ehrenamtlich zu dessen Leiter bestellt.
Von Beginn an wurde das Museum in die akademische Forschung und Lehre einbezogen. Klopfleisch bot nun auch Veranstaltungen mit „Erklärung (und Vorführung) der deutschen vorgeschichtl. Bodenalterthümer an den Sammlungen des Germanischen Museums in Jena“ an. Anschließend führten „Archäolog. Exkursionen in die Umgegend Jena’s, sowohl mit Berücksichtigung der praehistorischen als der geschichtlichen Denkmäler“, die häufig mit Ausgrabungen verbunden waren.
Am 14. Oktober 1875 wurde Klopfleisch zum außerordentlichen Professor für Kunstgeschichte ernannt. Erst ab 1878 erhielt er auch für seine Tätigkeit als Museumsleiter eine Vergütung von der Universität. Ab dem Wintersemester 1894/1895 widmete er sich in seinen Veranstaltungen ausschließlich der Ur- und Frühgeschichte. Wegen einer schweren Krankheit trat er 1896 als Professor und Museumsleiter zurück. Als Anerkennung seiner Lebensleistung erhielt er den Titel Hofrat. Am 30. Mai 1898 verstarb der fast erblindete Friedrich Klopfleisch in Jena.

## Bedeutung als Kunsthistoriker und Prähistoriker

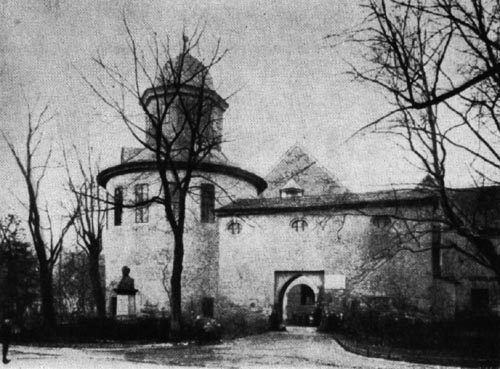
Das Germanische Museum im Rundturm des Jenaer Schlosses (1863–1904)

Auf dem Gebiet der Kunstgeschichte regte Klopfleisch schon in seiner Habilitationsschrift von 1859 und verstärkt ab 1866 die Erfassung der Bau- und Kunstdenkmäler Thüringens an, konnte sich aber mit dieser Idee zunächst nicht durchsetzen. Erst 1884 wurde ihm durch die thüringischen Regierungen die Leitung dieses Unternehmens übertragen, doch konnte sich Klopfleisch dieser Aufgabe nur kurze Zeit widmen und musste sich aufgrund eines Gehirnleidens bald darauf von seinen amtlichen Pflichten zurückziehen. Das Corpuswerk wurde anschließend von Paul Lehfeldt geleitet und herausgegeben.
Noch bedeutender sind seine Verdienste in der Erforschung der Ur- und Frühgeschichte, der er sich im Laufe seiner wissenschaftlichen Tätigkeit immer ausschließlicher zuwandte. Allein nach den Akten des Germanischen Museums in Jena führte er in etwa 30 Jahren – zwischen 1856 und 1894 – an etwa 80 Fundorten und wesentlich mehr Fundstellen über 150 Ausgrabungen unterschiedlichen Ausmaßes aus. Sie lagen zumeist um Jena und Weimar, erstreckten sich darüber hinaus im gesamten heutigen Thüringen und Teilen Sachsen-Anhalts (der damaligen preußischen Provinz Sachsen), Sachsens und Bayerns. Zu den wichtigsten gehören die Untersuchungen auf der Wallburg Jenzig (ab 1856), des großen Grabhügels auf dem Palmberg bei Vippachedelhausen (1858), eines Grabhügels in der Borscher Aue (1869) mit der ersten bekannt gewordenen keltischen Bronzeschnabelkanne, der paläolithischen Fundstelle Taubach bei Weimar (ab 1870) und des Grabhügels der Aunjetitzer Kultur in Leubingen (1877).
Klopfleischs größtes Verdienst liegt darin, dass er als einer der ersten die grundlegende Bedeutung der Keramik „als einen der leitenden Faktoren“ für die chronologische Gliederung der Ur- und Frühgeschichte erkannt hatte und diese Ansicht ab 1872 deutlich vertrat. In mehreren Artikeln ab 1880, besonders aber in seiner 1883 erschienenen Arbeit Die Grabhügel von Leubingen, Sömmerda und Nienstädt. Voraufgehend: Allgemeine Einleitung. Charakteristik und Zeitfolge der Keramik in Mitteldeutschland, prägte er die Begriffe „Bandkeramik“ und „Schnurkeramik“ für die beiden wichtigsten neolithischen Kulturen in Mitteleuropa und versuchte erstmals, deren Inhalte zu umreißen.
Zu Klopfleischs Schülern zählen Ludwig Pfeiffer und der Kustos des Weimarer Museums (für Urgeschichte) Armin Möller, die sich beide besonders in der Gegend um Weimar um die archäologische Forschung verdient gemacht haben, sowie Gustav Eichhorn, der die Nachfolge Klopfleischs in Jena antrat. Der bekannteste Schüler ist jedoch Alfred Götze, der 1890 bei Klopfleisch im Hauptfach „Kunstgeschichte mit besonderer Betonung der vorgeschichtlichen Zeit“ mit einer der ersten prähistorischen Dissertationen zum Thema Die Gefäßformen und Ornamente der neolithischen schnurverzierten Keramik im Flußgebiete der Saale promoviert worden war. Götze bezeichnete seinen akademischen Lehrer 1932 als den „Vater der modernen deutschen Vorgeschichtswissenschaft.“

„Als [der populäre] Knopfleisch eines Tages erwartungsvoll in der Nähe von Lichtenhain mit seinen Studenten nach diluvialen Altertümern grub, stieß er auf eine alte Urne, die eine kurze Tabakpfeife enthielt mit der Widmung: Caj. Jul. Cäsar s. l. Knopfleisch z. fr. Er. Jena S.S. 46 a. Chr. n. Enttäuscht, aber gefasst sagte er zu seinen Hörern: »Das ist ja ein schlechter Scherz; aber er kann mich nicht irre machen, der wahre Forscher trägt seine Bestimmung in sich.« Und er grub weiter.“